# Odprto prvenstvo ZDA 1996
Odprto prvenstvo ZDA 1996 je teniški turnir za Grand Slam, ki je med 26. avgustom in 8. septembrom 1996 potekal v New Yorku.

## Moški posamično
Pete Sampras :  Michael Chang, 6–1, 6–4, 7–6(7–3)

## Ženske posamično
Steffi Graf :  Monika Seleš, 7–5, 6–4

## Moške dvojice
Todd Woodbridge /  Mark Woodforde :  Jacco Eltingh /  Paul Haarhuis, 4–6, 7–6(7–5), 7–6(7–2)

## Ženske  dvojice
Gigi Fernández /  Natalija Zverjeva :  Jana Novotná /  Arantxa Sánchez Vicario, 1–6, 6–1, 6–4 

## Mešane dvojice
Lisa Raymond /  Patrick Galbraith :  Manon Bollegraf /  Rick Leach, 7–6 (8–6), 7–6 (7–4)